# Теракт в соборе в Холо
Теракт в соборе в Холо — террористический акт, произошедший утром 27 января 2019 года. Две бомбы взорвались в римско-католическом соборе Богоматери Кармельской в городе Холо, административном центре филиппинской провинции Сулу. В первоначальных сообщениях Филиппинской национальной полиции говорилось о 20 погибших и 111 раненых в результате этого нападения. Позднее Территориальное военное командование Западного Минданао заявило о 27 погибших и 82 раненых.

## Предыстория и причины
Взрывы произошли через неделю после проведения референдума о создании в южных, преимущественно мусульманских районах Филиппин автономного региона Бангсаморо, который должен включать в себя в том числе провинцию Сулу. Известно, что Холо, административный центр провинции, является оплотом группировки Абу Сайяф, аффилированной с террористической организацией Исламское государство. Сулу была единственной провинцией, проголосовавшей против на референдуме, с результатами от 163526 (54,3 %) до 137 630 (45,7 %) Несмотря на эти результаты, провинция будет включена в автономный регион Бангсаморо из-за значительного большинства из других районов..
Предполагается, что нападения в Холо были вызваны боязнью местных преступников и бандитов потерять власть в своём регионе, где они наживаются на торговле оружием и наркотиками, процветающей в зонах конфликта в провинции Сулу.. Предлагаемое правительство Бангсаморо планирует провести запрет оборота огнестрельного оружия и разоружить местные частные армии после создания нового автономного района.

## Нападение
Первая бомба взорвалась внутри церкви около 8:45 утра, когда собиралась месса. Второй взрыв произошел на стоянке собора, куда прибыли военнослужащие 35-го пехотного батальона. Местное военное руководство сообщило, что самодельное взрывное устройство находилось в багажнике мотоцикла.

## Виновные
Исламское государство (ИГ) взяло на себя ответственность за взрывы, которые, по его заявлению, были совершены «двумя рыцарями мученичества» против «храма крестоносцев». Филиппинские военные обвинили группировку Абу Сайяф в Аджан-Аджанге, сославшись на доказательства, полученные от военных разведчиков, что они перехватили планы Абу Сайяф по бомбардировке других частей центра города Холо за несколько месяцев до этого. Видеозапись с камер наблюдения в этом районе показывает, как Алиас Камах, брат бывшего покойного лидера ГАС Сураки Ингог, бродит по собору вместе с несколькими другими подозреваемыми перед взрывом. Камах является известным производителем бомб для Абу Сайяф, согласно отчётам о расследовании, опубликованным шефом филиппинской полиции Оскаром Альбаяльде.

## Реакция
Вскоре после инцидентов дворец Малаканьянг (резиденция президента) выступил с заявлением о том, что исполнителям взрывов не будет пощады. Пресс-секретарь президента Сальвадор Панело подчеркнул, что «мы будем преследовать до краёв земли безжалостных преступников, стоящих за этим подлым преступлением, пока каждый убийца не предстанет перед судом и не окажется за решёткой. Закон не даст им пощады». Президент Родриго Дутерте выразил свое возмущение инцидентами и посетил место взрывов на следующий день. Территориальное военное командование Западного Минданао подтвердило, что президент Дутерте издал приказ о полномасштабной военной кампании против террористических групп.
Конференция католических епископов Филиппин опубликовала заявление, в котором выражается сочувствие жертвам и их семьям, осуждая нападения как террористический акт. Епископы призвали христиан присоединиться к мусульманам и местным общинам для защиты мира от экстремизма. Папа Франциск осудил взрывы, повторив: «Я самым решительным образом осуждаю этот эпизод насилия, который вновь поражает эту христианскую общину. Я возношу свои молитвы о погибших и раненых. Пусть Господь, князь мира, обратит сердца жестоких и даст жителям этого региона мирное сосуществование».
Председатель Исламского освободительного фронта моро (ИФОМ) Мохагер Икбал осудил нападения на ни в чём не повинных гражданских лиц, назвав их «бессмысленным насилием». Его примеру последовал председатель Национально-освободительного фронта моро (ФНОМ) Юсоп Джикири, который заявил, что ответственность за взрывы может лежать «только на террористов, выступающих против мира, невежественных и введённых в заблуждение людях». Официальный представитель ФНОМ Эммануэль Фонтанилье призвал правительство провести мирные переговоры с исламистскими группировками, в том числе с экстремистскими и террористическими — Абу Сайяф и Бойцами исламского освобождения Бангасаморо.
Многие страны, в том числе Австралия, Канада, Китай, Индонезия, Россия, Саудовская Аравия и США, выступили с заявлениями, в которых осудили нападения и выразили соболезнования пострадавшим жертвам, как и международные организации, включая Европейский союз, Организация исламского сотрудничества, ООН и Всемирный банк. Соединённое Королевство не рекомендует своим подданным поездки в западный и центральный Минданао, а также на архипелаг Сулу после инцидентов.